# برانکو ووکلیچ
برانکو ووکلیچ (انگلیسی: Branko Vukelić؛ ۹ مارس ۱۹۵۸ – ۳ مهٔ ۲۰۱۳) یک سیاست‌مدار اهل کرواسی بود.